# Gunther Cunningham
Pour les articles homonymes, voir Cunningham.
Gunther Cunningham est un joueur et entraîneur américano-allemand de football américain né le 19 juin 1946 à Munich et mort le 11 mai 2019. Il était le coordinateur défensif des Lions de Detroit.

## Biographie

### Enfance
Gunther Cunningham naît en 1946 de l'union entre un militaire américain et une mère allemande. Il déménage aux États-Unis.

### Carrière

#### Université
Gunther Cunningham entre à l'université de l'Oregon, où il joue pour l'équipe des Ducks de football américain comme linebacker et placekicker.

#### Entraîneur
Après son diplôme, Gunther Cunningham commence une carrière d'entraîneur au niveau universitaire, entraînant dans la plupart des cas les linebackers. En 1992, il prend en main la défense des Raiders de Los Angeles avant de partir pour les Chiefs de Kansas City en 1995. Dès son arrivée, les Chiefs se révèlent comme une des meilleures défenses de la NFL. Sous Gunther Cunningham à la défense, les Chiefs affichent un score de 42-22.
En 1998, Kansas City n'est pas qualifié pour les playoffs et l'entraîneur Marty Schottenheimer est libéré. Gunther Cunningham endosse le rôle d'entraîneur et fait deux saisons moyenne avant d'être libéré et remplacé par Dick Vermeil. Après cela, il retourne entraîner les linebackers mais cette fois ci chez les Titans du Tennessee pendant trois saisons avant de revenir chez les Chiefs comme coordinateur défensif après sa nomination par Greg Robinson. 
Le 21 janvier 2009, il est nommé par le nouvel entraîneur des Lions de Detroit Jim Schwartz, coordinateur défensif de l'équipe. Le 6 avril 2010, il devient officiellement un citoyen américain.